# 原田勘七郎
原田 勘七郎（はらだ かんしちろう、旧姓：前原（まえばら）、慶応2年2月14日（1866年3月31日） - 大正7年（1918年）3月18日））は、日本の実業家、政治家。東陽倉庫、帝国製糸の創設に尽力し、名古屋市に日本車輌製造を設立して専務取締役を務め、名古屋市会議員なども務めた。

## 人物・経歴
下野国安蘇郡作原（現在の栃木県佐野市作原町）に生まれる。小学校卒業後、栃木小学校で教鞭を執っていたが、田中正造の知遇を得て森鴎村の家塾に学び、宇都宮市の英学校を経て、明治27年（1894年）に高等商業学校（現在の一橋大学）に入学。経済的な苦労もあったが、島田三郎の玄関番や、佐久間貞一の知遇を得て学生生活を続けた。
しかし、成瀬隆蔵教授や、森島修太郎教授の更迭を求める同盟休校騒ぎの首謀者となり、矢野二郎校長の逆鱗に触れ、明治26年（1893年）に退学となった。退学後、友人が経営する津久井商店が羽二重輸出を横浜市で始めるにあたり、支配人となり、明治29年（1896年）に独立のため辞職し、足利郡に帰郷した。
その後、母校の矢野二郎校長から勧められ小栗冨治郎が貿易業を開くに際し、横浜支店創立に当たり支配人となり、増島六一郎事務所の支配人を経て、横浜増田屋の中村房次郎に依り、同社名古屋支店支配人となる。同窓の杉野喜精により瀧定に推挙され、やがて倉庫が乏しいことに気づき、名古屋銀行の瀧や第一銀行の渋沢栄一などの賛同を得て明治39年（1906年）12月に東海倉庫（後の東陽倉庫）を創設し、専務取締役として経営を担った。
また、帝国製糸の創設などに尽力。名古屋市において日本車輌製造を設立し、専務取締役を務めた。日本車輌製造では、明治44年（1911年）には瀧系グループの指揮権の下、東京倉庫から移籍して経営の指揮を執り、奥田正香時代の不安定な経営方針を一新して経営改善に尽力した。
名古屋の財界においては、地元の有力商人である滝兵右衛門ら近在派に属するとされる。名古屋市会議員も務め、永田金三郎、熊谷常光、田中小太郎、小山松寿とともに「名古屋の五人男」と呼ばれ、交友を深めた。大正7年（1918年）3月18日に死去した。

## 親族
妻のタケは同郷の田中正造の姪（妹リンの娘）。明治29年（1896年）12月、原田璡三郎・リン夫妻の長女タケと結婚して、婿養子として原田家に入籍した。義父の原田璡三郎は栃木県の多額納税者で生糸仲買商であった。
妹セイ（明治4年（1871年）10月生）は同じく栃木県の小島國平に嫁ぎ、小島の妹テイは同じく栃木県の多額納税者で生糸仲買商だった原田金三郎の長男良三郎の妻。長女の貞子は伊藤忠商事取締役を務めた功刀寅次の妻となった。

## 著作
- 『市邨校長頌徳記　市立名古屋商業学校長市邨芳樹』原田勘七郎 1907年[14]